# Alfred Lagerheim
Carl Herman Theodor Alfred Lagerheim, född 4 oktober 1843 i Köpenhamn, död 23 maj 1924, var en svensk ämbetsman, diplomat och politiker.

## Utbildning och karriär
Alfred Lagerheim blev student vid Uppsala universitet 1859 samt avlade kansliexamen 1860 och kameralexamen 1861. Han blev attaché i Paris 1862, andresekreterare vid Utrikesdepartementet 1865, legationssekreterare i Sankt Petersburg 1870 och chef för UD:s politiska avdelning 1871.
Han var kabinettssekreterare 1876–1886, sedermera envoyé i Berlin 1886–1899, utrikesminister 1899–1904, generaldirektör och chef för Kommerskollegium 1905–1913 samt ledamot av Stockholms stadsfullmäktige 1905–1917.

### Ämbetstiden som Sveriges utrikesminister
Efter att Ludvig Douglas hade avgått som utrikesminister utsågs Alfred Lagerheim till ny chef för utrikesdepartementet. Hans meriter som ämbetsman och kontakter med kungahuset fällde avgörandet till hans fördel. Han lyckades få igenom en avspänning i förhållandet mellan Sverige och Norge på grund av sina personliga insatser. Vid skiftet mellan 1901 och 1902 upptogs konsulatfrågan till unionella förhandlingar på Lagerheims initiativ trots statsminister Erik Gustaf Boströms skepsis. Under 1902 tillsattes en unionell konsulatskommitté som arbetade fram till 1904 då meningsmotsättningarna blev för stora. Hans initiativ i unionsfrågan stöddes av vänstern medan högern hade en mera negativ hållning
Förhandlingarna inom konsulatskommittén kom ingen vart på grund av de oförenliga svenska och norska ståndpunkterna. Det kom till slut till konflikt mellan statsminister Boström och Lagerheim om dess uppfattningar i konsulatfrågan. Konflikten fick som resultat att både Lagerheim och Boström deklarerade sin vilja att avgå. Krisen fick sitt slut att Lagerheim lämnade in sin avskedsansökan medan Boström stannade kvar till våren 1905.
Efter sin avgång utsågs Lagerheim till generaldirektör och chef för Kommerskollegium. Han utsågs av Sveriges regering till ordförande för Handelshögskolan i Stockholms direktion,  Handelshögskolan i Stockholms högsta verkställande organ, 1909–1924.

## Familj
Alfred Lagerheim var son till utrikesstatsministern Elias Lagerheim och Charlotta Adelaide Schwan, dotter till Hans Niclas Schwan. Han gifte sig 1874 med grevinnan Kristina Matilda Antonia Manderström, dotter till utrikesstatsministern greve Ludvig Manderström.

## Utmärkelser

### Svenska utmärkelser
- Riddare och kommendör av Kungl. Maj:ts Orden (Serafimerorden), 9 juli 1900.[4]
- Konung Oscar II:s och Drottning Sofias guldbröllopsminnestecken, 1907.[5]
- Konung Oscar II:s jubileumsminnestecken, 1897.[4]
- Kommendör med stora korset av Nordstjärneorden, 4 november 1886.[4]
- Kommendör av första klassen av Nordstjärneorden, 25 november 1878.[4]
- Riddare av Nordstjärneorden, 1 december 1874.[4]

### Utländska utmärkelser
- Storkorset av Badiska Berthold I av Zähringens orden, 1899.[4]
- Storkorset med gyllene kedja av Badiska Zähringer Löwenorden, 7 september 1896.[4]
- Storkorset av Badiska Zähringer Löwenorden, 14 juni 1881.[4]
- Storkorset av Bayerska S:t Mikaelsorden, 9 december 1899.[4]
- Riddare av Belgiska Leopoldsorden, 17 augusti 1870.[4]
- Storkorset av Danska Dannebrogorden, 14 oktober 1886.[4]
- Kommendör av Danska Dannebrogorden, 27 maj 1875.[4]
- Riddare av Danska Dannebrogorden, 9 augusti 1873.[4]
- Storkorset av Franska Hederslegionen, senast 1905.[6]
- Storofficer av Franska Hederslegionen, 4 april 1878.[4]
- Storofficer av Japanska Uppgående solens förtjänstorden, 15 mars 1883.[4]
- Storkorset av Mecklenburgiska Griporden, 1901.[4]
- Storkorset av Mecklenburgiska husorden Vendiska kronan. 1903.[4]
- Kommendör av Norska Sankt Olavs orden, 15 maj 1883.[4]
- Riddare av Norska Sankt Olavs orden, 28 november 1871.[4]
- Storkorset av Osmanska rikets Meschidie-orden, 22 juli 1882.[4]
- Första klassen av Osmanska rikets Osmanié-orden, 1900.[4]
- Riddare av andra klassen av Preussiska Kronorden, 2 juni 1875.[4]
- Storkorset av Preussiska Röda örns orden, 1888.[4]
- Riddare av andra klassen av Preussiska Röda örns orden, 16 oktober 1873.[4]
- Storkorset av Portugisiska Torn- och svärdsorden, 1904.[4]
- Storkorset av Portugisiska orden da Conceição, 1886.[4]
- Riddare av första klassen av Ryska Sankt Annas orden, 7 juni 1883.[4]
- Riddare av tredje klassen av Ryska Sankt Annas orden, 7 september 1868.[4]
- Riddare av andra klassen av Ryska Sankt Stanislausorden, 1 oktober 1876.[4]
- Storkorset av Sachsiska Albreksorden, 1888.[4]
- Kommendör av Sachsiska Albreksorden, 5 juni 1875.[4]
- Storkorset av Sachsen-Weimarska Vita falkorden, 1901.[4]
- Storkorset av Spanska Karl III:s orden, 12 april 1886.[4]
- Storkorset av Württembergska Fredriksorden, 1 augusti 1889.[4]
- Riddare av första klassen av Österrikiska Järnkroneorden, 12 december 1886.[4]
- Riddare av andra klassen av Österrikiska Järnkroneorden, 10 maj 1874.[4]